# 托口镇
托口镇，是中华人民共和国湖南省怀化市洪江市下辖的一个乡镇级行政单位。
托口水電站壩，蓄水後托口鎮，未來更將沒入水底。

宋朝諸葛城址

## 行政区划
托口镇下辖以下地区：
大桥街社区、建设街社区、朗溪村、阳岫村、裕农村、竹峰村、石桥村、马田村、沙坡村、豹雾村、新田村、新塘村、王家坳村、三里村、通洲村、阳荆村、杨柳村和罗岩村。